# Démétrius Paléologue Métochitès
Démétrius Paléologue Métochitès (?- 29 mai 1453) est un personnage byzantin du XVe siècle et le dernier gouverneur de Constantinople.

## Biographie
Il est issu de l'union entre la famille des Paléologue par sa mère et de celle des Métochitès par son père. Sa première mention dans les sources date des années 1430. Il y est cité comme protovestiaire participant au sein de l'ambassade byzantine au concile de Bâle en 1433 portant en partie sur l'Union des Deux Églises. Le tollé que provoque ces velléités unionistes au sein du clergé byzantin détourne Démétrius de la carrière diplomatique. Il devient alors gouverneur de Lemnos vers 1435 en même temps qu'il obtient le titre de Grand Primicier (maître des cérémonies du Palais). Il est chargé de la défense de l'île contre les Turcs et sa loyauté est récompensée par Jean VIII Paléologue qui le nomme grand stratopédarque entre 1437 et 1444. 
Démétrius devient gouverneur de Constantinople vers 1450, soit peu de temps avant la fin de l'Empire byzantin. Il semble d'ailleurs que Démétrius occupe ce poste dès 1449 comme en témoigne une lettre qui lui est adressée par le roi Alphonse V d'Aragon qui critique la récusation du consul catalan par les autorités byzantines. 
Il meurt au combat lors de la chute de Constantinople le 29 mai 1453 aux côtés de l'empereur Constantin XI et d'autres hauts dignitaires byzantins proches de l'empereur.